# Гулисой
Гулисой (тадж. Гулисой) — село в районе Рудаки Республики Таджикистан. Входит в состав джамоата (сельской общины) Лохур района Рудаки.
Находится на расстоянии 14 км от райцентра (пгт. Сомониён) и 5 км от центра общины (село Лохур).
Население — 1936 чел. (2017).